# Lijst van spelers van Sivasspor
Lijst van spelers die minimaal één officiële wedstrijd hebben gespeeld in het eerste elftal van Sivasspor of deel uitmaken van de selectie in het huidige seizoen.

## A
- Akeem Agbetu
- Aytac Ak
- Yusuf Akbel
- Burak Akdiş
- Serdar Akdogan
- Tevfik Altindag
- Anderson
- Can Arat
- Édson Araújo
- Ertuğrul Arslan
- Fatih Atik
- Lucien Aubey
- Harun Avgın
- Ibrahim Aydemir
- Musa Aydin

## B
- Sezer Badur
- Pini Balili
- Faruk Bayar
- Sedat Bayrak
- Hakan Bayraktar
- Kadir Bekmezci
- Sezgin Bektas
- Ali Beserler
- Ferhat Bikmaz
- Atilla Birlik
- Mattias Bjärsmyr
- Hameur Bouazza
- Gökhan Bozkaya

## C
- Yasin Çakmak
- Cem Can
- Servet Çetin
- Aatif Chahechouhe
- Fatih Çiplak
- Simon Colosimo

## D
- Ibrahim Dagasan
- Oğuz Dağlaroğlu
- Ünal Demirkiran
- Dennys
- Abdurrahman Dereli
- Ayhan Devran
- Mamadou Alimou Diallo
- Smaïl Diss
- Yunus Doğan
- Tolga Dogantez
- Murat Duman

## E
- Emre Efe
- Yasir Elmaci
- Tayfur Emre Yilmaz
- Michael Eneramo
- Ziya Erdal
- Murat Erdoğan
- Mahmut Erdogdu
- Ceyhun Eriş

## F
- Fábio Bilica
- Fabricio
- Fran Sergio

## G
- Kamil Grosicki
- Ilgar Gurbanov
- Gündüz Gürol
- Gürhan Gürsoy

## H
- Elrio van Heerden
- Hakki Hocaoglu

## I
- Cem Islamoglu
- Deniss Ivanovs

## K
- Vedat Kaburtu
- Murat Kalkan
- Raymond Kalla
- Yannick Kamanan
- Ľuboš Kamenár
- Ömer Kaplan
- Cem Karaca
- Yasin Karaca
- Erhan Karahan
- Kıvanç Karakaş
- Ugur Kavuk
- Souleymane Keita
- Erman Kiliç
- Remzi Kizilsimsek
- Adem Koçak
- Kagan Konuk
- Emrah Korkmaz
- Mohamed Kurtulus
- Musa Kus

## M
- Ersen Martin
- Bruno Mbanangoye
- Pieter Mbemba
- Sandro Mendonça
- Hilmi Mihci
- Ahmed Musa

## N
- Mehmet Nas
- Jakub Navratil

## P
- Sergio Pacheco
- Ricardo Pedriel
- Yusuf Peken
- Michael Petković

## R
- Tomáš Rada
- Sead Ramović
- Morten Rasmussen

## S
- Ismail Saglam
- Ibrahim Sahin
- Karim Saïdi
- Alioum Saidou
- Alisan Seker
- Ali Sevimli
- Rahman Soyudogru
- Murat Sözgelmez
- Kanfory Sylla

## T
- Nabil Taïder
- Harun Toprak
- Serdar Topraktepe
- Ivan Tsvetkov
- Hervé Tum
- Onur Tuncer
- Hakan Turan
- Fatih Tutar

## U
- Ibrahim Ülüm
- Ilhan Ummak
- Volkan Ünlü
- Bülent Uygun
- Muharrem Uz

## V
- Akin Vardar

## W
- Nordin Wooter

## Y
- Mehmet Yazici
- Hayrettin Yerlikaya
- Mehmet Yesil
- Sedat Yesilkaya
- Uğur Yıldırım
- Mehmet Yildiz
- Cihan Yilmaz
- Murat Yilmaz
- Musa Sinan Yılmazer
- Hasan Yurt